# 天津市视力障碍学校
天津市视力障碍学校，原名天津市盲人学校，位于天津市河西区解放南路444号，成立于1958年10月20日，隶属于天津市教育委员会，是天津市唯一的一所面向视力障碍儿童、少年的特殊教育学校，附设天津市盲人按摩职业学校和天津市低视力学校，是天津市特殊教育示范学校。